# Phenacoccus gossypii
Phenacoccus gossypii är en insektsart som beskrevs av Townsend och Cockerell 1898. Phenacoccus gossypii ingår i släktet Phenacoccus och familjen ullsköldlöss. Inga underarter finns listade i Catalogue of Life.